# Ariel Francisco Rodríguez Araya
Ariel Francisco Rodríguez Araya (* 27. September 1989 in San José), auch einfach nur Ariel Rodríguez genannt, ist ein costa-ricanischer Fußballspieler.

## Karriere

### Verein
Das Fußballspielen erlernte Ariel von 1998 bis 2009 in den Jugendmannschaften von AD Municipal Liberia, Fusión Tibás und Santos de Guápiles. Seinen ersten Vertrag unterschrieb er 2009 bei seinem Jugendverein Santos de Guápiles FC, wo er bis 2011 auf dem Platz stand. 2012 wechselte er zu Belén FC. Nach der Hinserie und 8 Spielen ging er zum CD Saprissa. Für den Verein absolvierte er 123 Spiele und schoss dabei 51 Tore. 2016 verließ er Costa Rica und ging nach Asien. Hier schloss er sich dem thailändischen Erstligisten Bangkok Glass an. Für den Hauptstadtclub lief er 64 Mal auf und schoss 31 Tore. 2018 wurde er für ein halbes Jahr an seinen Heimatclub CD Saprissa ausgeliehen. Die Saison 2019 wurde er an den Erstligaaufsteiger PTT Rayong FC aus Rayong ausgeliehen. Nachdem Rayong seinen Rückzug aus der Thai League verkündete, wechselte er wieder in seine Heimat, wo er sich seinem ehemaligen Club CD Saprissa anschloss. Mit dem Klub stand er im Endspiel der Supercopa de Costa Rica. Hier verlor man gegen CS Herediano mit 2:0. Im August 2020 zog es ihn wieder nach Asien. Hier unterschrieb er in Vietnam einen Vertrag beim Hồ Chí Minh City FC in Ho-Chi-Minh-Stadt. Der Klub spielte in der ersten Liga, der V.League 1. Für den Klub absolvierte er acht Spiele in der ersten Liga. 2021 kehrte er in sein Heimatland zurück. Hier schloss er sich wieder seinem ehemaligen Verein Deportivo Saprissa an.

### Nationalmannschaft
Ariel spielte auch für die Costa-ricanische Fußballnationalmannschaft. Sein erstes Spiel für das Nationalteam absolvierte er am 27. Mai 2016. Costa Rica spielte im Estadio Nacional de Costa Rica gegen Venezuela. Hier schoss er im ersten Spiel auch sein erstes Tor.

## Erfolge
CD Saprissa
- Torneo de Copa Banco Nacional

Sieger: 2013
- Copa Popular

2. Platz: 2014
- Liga de Fútbol de Primera División

Sieger: 2014 Verano
Sieger: 2014 Invierno
Sieger: 2015 Invierno
- Supercopa de Costa Rica

2. Platz: 2020
Bangkok Glass
- Thai League Cup

2. Platz: 2018